# Etsi nos
Etsi nos (lateinisch für den Textanfang „Und wenn wir […]“ oder „Obgleich wir […]“) ist eine Enzyklika von Papst Leo XIII. an das italienische Episkopat und den italienischen Klerus. Sie wurde am 15. Februar 1882 veröffentlicht und trägt den Untertitel „Über die Verhältnisse in Italien“.

## Verhältnis zwischen Kirche und Staat
In diesem Apostolischen Rundschreiben beklagt er den Pfad, den Italien zum Verhältnis zur Kirche eingeschlagen habe. Dieses Verhältnis bedrohe nicht nur Italien, sondern wende sich gegen den zivilen Staat und die Religion. Seine Beschuldigungen richteten sich gegen die Freimaurerei und die Carbonari, die er für einen Freimaurerbund hielt. Diese so von ihm bezeichnete „Sekte“ sei das Hauptübel.

## Gegen die Freimaurerei
Er greift die Freimaurerei scharf an und nennt, als ihre konkreten Ziele die Zerstörung der Kirche, des Christentums und der Gesellschaft im Allgemeinen.  Für ihn seien die Freimaurer „der Feind, der blitzschnell aus dem Dunkel verborgener Verschwörung zuschlägt“.

## Gegen Liberalismus und Rationalismus
Genauso vehement wie sein Vorgänger Pius IX. verdammte er in dieser Enzyklika die Freimaurer als  „eine Geheimorganisation“ und den säkularen Liberalismus. Außerdem hat er Rationalismuskritik geübt, Rationalismus in dem Sinne, dass Verstand die Hauptquelle des Wissens und spiritueller   Wahrheiten sei.